# Feather
La Feather River est le principal affluent du fleuve Sacramento, long de 270 km, dans le nord de la Californie.

## Géographie
Elle canalise une partie de l'eau provenant de la partie nord de la Sierra Nevada ainsi que celle d'une petite partie du centre de la vallée de Sacramento. La rivière possède une histoire riche en rapport avec la ruée vers l'or en Californie et l'extraction de l'or au XIXe siècle. Elle est la principale source d'approvisionnement en eau pour le centre et le sud de la Californie.